# Melicytus macrophyllus
Melicytus macrophyllus är en tvåhjärtbladig växtart som beskrevs av Allan Cunningham. Melicytus macrophyllus ingår i släktet Melicytus och familjen Achariaceae. Inga underarter finns listade i Catalogue of Life.